# Mistrzostwa świata par weteranów w speedrowerze
Mistrzostwa świata par weteranów w speedrowerze (ang. World Over 40s Pairs Cycle Speedway Championship) – turniej wyłaniający najlepszą reprezentację par powyżej 40. roku życia w speedrowerze. Prowadzony jest przez Międzynarodową Federację Speedrowerową. Pierwsze mistrzostwa odbyły się w 2019 roku w Polsce.

## Medaliści
| Rok  | Miejsce        | Złoto                                                         | Srebro                                                  | Brąz                                               | Źr.   |
| ---- | -------------- | ------------------------------------------------------------- | ------------------------------------------------------- | -------------------------------------------------- | ----- |
| 2019 | Świętochłowice | Polska · Marcin Puk · Arkadiusz Słysz · Aleksander Zieliński  | Anglia · Craig Marchant · Steve Harris · Jason Ashford  | Walia · Dave Murphy · Mark Winwood · Phil Clarke   | [ 1 ] |
| 2023 | Lefevre        | Polska · Paweł Kozłowski · Łukasz Nowacki · Tomasz Włodarczyk | Australia · Matthew Gentle · Daniel Pudney · Paul White | Anglia · Andy Yard · Steve Harris · Craig Marchant | [ 1 ] |

## Klasyfikacja medalowa

### Według państw/krajów
Stan po sezonie 2023
| Lp. | Państwo/Kraj | Złoto | Srebro | Brąz | Razem |
| --- | ------------ | ----- | ------ | ---- | ----- |
| 1.  | Polska       | 2     | –      | –    | 2     |
| 2.  | Anglia       | –     | 1      | 1    | 2     |
| 3.  | Australia    | –     | 1      | –    | 1     |
| 4.  | Walia        | –     | –      | 1    | 1     |

### Według zawodników
Stan po sezonie 2023
Tabela obejmuje pierwszą 10. najbardziej utytułowanych zawodników.
| Lp. | Zawodnik             | Państwo/Kraj | Lata      | Złoto | Srebro | Brąz | Razem |
| --- | -------------------- | ------------ | --------- | ----- | ------ | ---- | ----- |
| 1.  | Marcin Puk           | Polska       | 2019      | 1     | –      | –    | 1     |
| 1.  | Arkadiusz Słysz      | Polska       | 2019      | 1     | –      | –    | 1     |
| 1.  | Aleksander Zieliński | Polska       | 2019      | 1     | –      | –    | 1     |
| 1.  | Paweł Kozłowski      | Polska       | 2023      | 1     | –      | –    | 1     |
| 1.  | Łukasz Nowacki       | Polska       | 2023      | 1     | –      | –    | 1     |
| 1.  | Tomasz Włodarczyk    | Polska       | 2023      | 1     | –      | –    | 1     |
| 7.  | Steve Harris         | Anglia       | 2019–2023 | –     | 1      | 1    | 2     |
| 7.  | Craig Marchant       | Anglia       | 2019–2023 | –     | 1      | 1    | 2     |
| 9.  | Jason Ashford        | Anglia       | 2019      | –     | 1      | –    | 1     |
| 9.  | Matthew Gentle       | Australia    | 2023      | –     | 1      | –    | 1     |
| 9.  | Daniel Pudney        | Australia    | 2023      | –     | 1      | –    | 1     |
| 9.  | Paul White           | Australia    | 2023      | –     | 1      | –    | 1     |